# Relations entre la Chine et le Kirghizistan
Les relations entre la Chine et le Kirghizistan sont des relations internationales s'exerçant entre deux États d'Asie, la république populaire de Chine et le Kirghizistan.

## Historique
Depuis l'indépendance du Kirghizistan en 1991, après la dissolution de l'URSS, les échanges entre les deux pays augmentent considérablement alors même que 97 % des échanges du Kirghizistan étaient réalisés avec l'URSS. 
En 2005, préoccupée par la révolution des Tulipes, qui renversa le gouvernement d'Askar Akaïev, le gouvernement chinois prévoyait de déployer des troupes de combat afin de restaurer l'ordre au Kirghizistan. Cependant l'influence russe dans le pays demeurait grande de par l'intérêt stratégique que cette frontière a toujours représenté pour Moscou. 
La Chine (soucieuse du narcotrafic) et le Kirghizistan ont mené par ailleurs un exercice anti-terroriste à l'automne 2010 qui mobilisa environ 1 000 soldats chinois.
Les deux pays sont membres de l'Organisation de coopération de Shanghai, avec la Russie, le Kazakhstan, le Tadjikistan et l'Ouzbékistan.
Le 30 août 2016, un attentat contre l'ambassade de Chine à Bichkek a eu lieu.